# Xeroplexa belemensis
Xeroplexa belemensis is een slakkensoort uit de familie van de Geomitridae. De wetenschappelijke naam van de soort werd, als Helix belemensis, voor het eerst geldig gepubliceerd in 1880 door Servain.